# Hal Film Maker
Hal Film Maker Inc., (Nhật: 株式会社ハルフィルムメーカー Hepburn: Kabushiki gaisha Haru Firumu Mēkā) là một xưởng phim hoạt hình Nhật Bản được thành lập vào năm 1993 bởi một cựu nhân viên Toei Animation.
Vào ngày 1 tháng 7 năm 2009, công ty mẹ của Ham Film Maker là TYO Inc. quyết định sáp nhập công ty với Yumeta Company để thành lập TYO Animations.

## Tác phẩm

### Phim truyền hình
| Năm  | Tựa đề                                        | Đạo diễn                    | Số tập | Ghi chú | Nguồn  |
| ---- | --------------------------------------------- | --------------------------- | ------ | --- | ------ |
| 1996 | Saber Marionette J                            | Shimoda Masami              | 25     | Tác phẩm gốc. | [ 2 ]  |
| 1998 | Saber Marionette J to X                       | Shimoda Masami              | 26     | Phần tiếp theo của Saber Marionette J Again.                                                                      | [ 2 ]  |
| 2000 | Boys Be...                                    | Shimoda Masami              | 13     | Chuyển thể từ bộ manga cùng tên của Iatabashi Masahiro.                                                           | [ 2 ]  |
| 2000 | Strange Dawn                                  | Junichi Sato                | 13     | Tác phẩm gốc. | [ 2 ]  |
| 2001 | Prétear                                       | Junichi Sato                | 13     | Chuyển thể từ manga của Sato Junichi.                                                                             | [ 2 ]  |
| 2002 | Princess Tutu                                 | Sato Junichi, Koumoto Shogo | 26     | Tác phẩm gốc của Itoh Ikuto.                                                                                      | [ 2 ]  |
| 2004 | Uta Kata                                      | Keiji Gotoh                 | 12     | Hợp tác sản xuất với Bandai Visual.                                                                               | [ 2 ]  |
| 2005 | Bokusatsu Tenshi Dokuro-chan                  | Mizushima Tsutomu           | 4      | Chuyển thể từ light novel của Okayu Masaki.                                                                       |        |
| 2005 | Fushigiboshi no Futagohime                    | Sato Junichi                | 51     | Tác phẩm gốc. | [ 3 ]  |
| 2005 | ARIA the Animation                            | Sato Junichi                | 13     | Chuyển thể từ bộ manga của Amano Kozue.                                                                           | [ 4 ]  |
| 2006 | Fushigiboshi no Futagohime Gyu!               | Sato Junichi                | 52     | Phần tiếp theo của Fushigiboshi no Futagohime (Công chúa sinh đôi).                                               |        |
| 2006 | Aria the Natural                              | Sato Junichi                | 26     | Mùa thứ hai của Aria.                                                                                             |        |
| 2006 | Nishi no yoki majo                            | Nakayama Katsuichi          | 16     | Chuyển thể từ tiểu thuyết cùng tên của Ogiwara Noriko.                                                            | [ 5 ]  |
| 2006 | Ōban Star-Racers                              | —                           | 26     | Một loạt anime Nhật-Pháp của Savin Yeatman-Eiffel. Hợp tác sản xuất với Sav! The World Productions và Pumpkin 3D. | [ 6 ]  |
| 2007 | Bokusatsu Tenshi Dokuro-chan 2                | Mizushima Tsutomu           | 2      | Phần tiếp theo của Bokusatsu Tenshi Dokuro-chan.                                                                  |        |
| 2007 | Night Wizard the Animation                    | Yūsuke Yamamoto             | 13     | Dựa trên trò chơi nhập vai Night Wizard! của Kikuchi Takeshi và FarEast Amusement Research.                       | [ 7 ]  |
| 2007 | Sketchbook ~full color's~                     | Hiraike Yoshimasa           | 13     | Chuyển thể từ bộ manga cùng tên của Kobako Totan.                                                                 | [ 8 ]  |
| 2008 | Aria the Origination                          | Sato Junichi                | 13     | Mùa thứ ba của Aria.                                                                                              | [ 9 ]  |
| 2008 | Mahōtsukai ni taisetsu na koto: Natsu no koto | Kobayashi Osamu             | 12     | Chuyển thể từ manga của Yamada Norie.                                                                             | [ 10 ] |
| 2008 | Kemeko Deluxe!                                | Mizushima Tsutomu           | 12     | Chuyển thể từ manga của Iwasaki Masakazu.                                                                         | [ 11 ] |
| 2008 | Skip Beat!                                    | Sayama Kiyoko               | 25     | Chuyển thể từ bộ manga cùng tên Nakamura Yoshiki.                                                                 | [ 12 ] |
| 2010 | B Gata H Kei                                  | Yamamoto Yūsuke             | 12     | Chuyển thể thừ bộ manga yonkoma của Sanri Yōko.                                                                   | [ 13 ] |

### Khác
| Năm  | Tựa đề                   | Đạo diễn           | Số tập | Ghi chú                                                                   | Nguồn  |
| ---- | ------------------------ | ------------------ | ------ | ------------------------------------------------------------------------- | ------ |
| 1997 | Saber Marionette J Again | Shimoda Masami     | 6      | Phần tiếp theo của Saber Marionette J.                                    | [ 2 ]  |
| 2000 | Tenshi Kinryōku          | Sayama Kiyoko      | 3      | Chuyển thể từ bộ manga cùng tên của Yuki Kaori.                           | [ 2 ]  |
| 2001 | Slayers Premium          | Sato Junichi       | 1      | Bộ phim Slayers thứ 5.                                                    | [ 2 ]  |
| 2003 | Heart Cocktail Again     | —                  | 1      | OVA kỉ niệm 20 năm sáng tác manga Heart Cocktail của tác giả Watase Seizō | [ 2 ]  |
| 2004 | Vulgar Ghost Daydream    | Gekit Osamu        | 4      | Chuyển thể từ manga của Okuse Saki.                                       | [ 2 ]  |
| 2007 | Aria the OVA: Arietta    | Sato Junichi       | 1      |                                                                           |        |
| 2008 | Yotsunoha                | Nishikiori Hiroshi | 2      | Dựa trên visual novel cùng tên của Haikuo Soft.                           | [ 14 ] |
| 2010 | Tamayura                 | Sato Junichi       | 4      | Tác phẩm gốc của Sato Junichi                                             | [ 15 ] |